# زاالشتادت
زاالشتادت (به آلمانی: Saalstadt) یک شهر در آلمان است که در زودوستپفالتس واقع شده‌است. زاالشتادت ۳۶۳ نفر جمعیت دارد.